# 국제 바텐더 협회

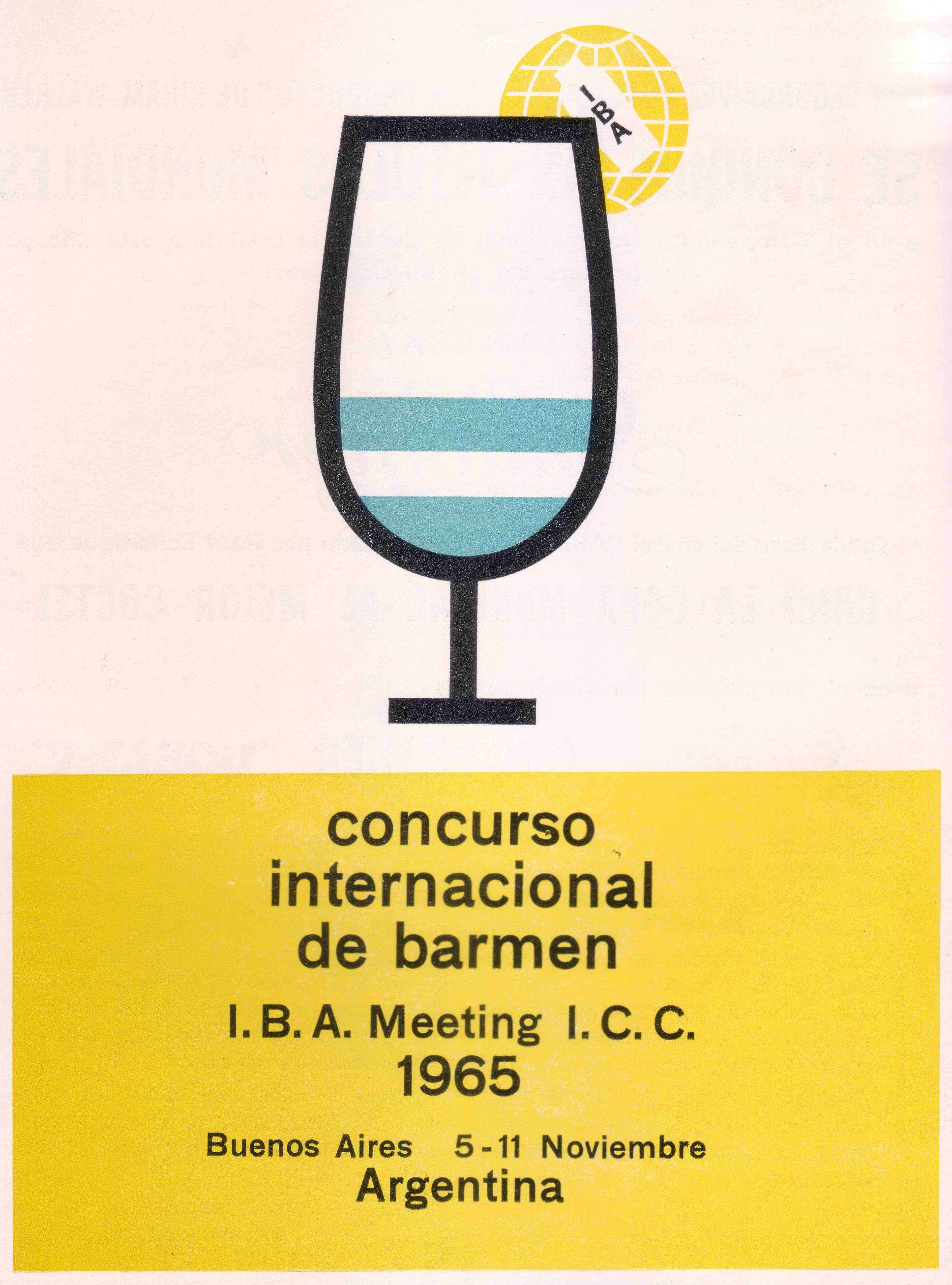
1965년 부에노스아이레스 클라리지 호텔에서 열린 IBA 회의 포스터.

국제 바텐더 협회(영어: International Bartenders Association, IBA)는 1951년 2월 24일 잉글랜드 데번주 토키의 그랜드 호텔에서 설립된 협회이다.